# WCW Backstage Assault
WCW Backstage Assault er et wrestlingspil, udviklet af Kodiak og udgivet af Electronic Arts i år 2000 til PlayStation og Nintendo 64.

## Spillet
WCW Backstage Assault blev det første wrestlingspil nogensinde, uden en wrestlingring. Dette blev af spiludivklerne forklaret ved at WCW, som spillet er baseret på, havde taget en mere hårdkogt drejning, med større fokus på hardcore kampe og brawling udenfor ringen. Spillet ses som en opfølger på WCW Mayhem, som blev udgivet året før af samme udviklere og udgivere. Mange dele af kommentatorsporet og animationer fra Mayhem blev genbrugt.

### Lokationer
Spillet har en række lokaliteter som man kan brawle i. De fleste lokaliteter har derudover små siderum, som der også findes våben i.
- Truck Arena
- Loading Bay
- Locker Room
- The Restroom
- The Block
- The Green Room
- The Parking Garage

### Roster
Spillets roster er inddelt i 8 kategorier. Wrestlere markeret med en * skal låses op, ved at udføre en bestemt opgave.
WCW 1
- Jeff Jarrett
- Billy Kidman* (er tilgængelig efter han besejres i Hardcore Challenge på Hard)
- Buff Bagwell* (er tilgængelig efter han besejres i Hardcore Challenge på Medium)
- Shane Douglas* (er tilgængelig efter han besejres i Hardcore Challenge på Hard)
- Vampiro* (er tilgængelig efter man har sat ild til sin modstander i Hardcore Challenge lokaliteten "Truck Arena")
- Mike Awesome* (er tilgængelig efter man har smidt sin modstander gennem et bord i Hardcore Challenge)
- Kimberly Page* (er tilgængelig efter man har besejret hende i Hardcore Challenge på Hard)
- Torrie Wilson

WCW 2
- Eric Bischoff* (er tilgængelig efter man har vundet Hardcore Challenge på Hard med Vince Russo)
- Vince Russo* (er tilgængelig efter man har slået sin modstander ud med kufferten i Hardcore Challenge)
- Chris Candido* (er tilgængelig efter man har besejret ham i Hardcore Challenge på Easy)
- David Flair* (er tilgængelig efter man har besejret ham i Hardcore Challenge på Easy)
- Ron Harris* (er tilgængelig efter man har besejret ham i Hardcore Challenge på Easy)
- Don Harris* (er tilgængelig efter man har besejret ham i Hardcore Challenge på Easy)
- Booker T
- Corporal Cajun

WCW 3
- Kevin Nash
- Scott Hall* (er tilgængelig efter man har vundet Hardcore Challenge på Hard med Kevin Nash)
- Hulk Hogan
- Ric Flair
- Sting
- Diamond Dallas Page
- The Total Package* (er tilgængelig efter man har besejret ham i Hardcore Challenge på Hard)
- Miss Elizabeth* (er tilgængelig efter man har besejret hende i Hardcore Challenge på Hard)

WCW 4
- Goldberg
- Scott Steiner
- Bret Hart*
- Sid Vicious
- Brian Adams* (er tilgængelig efter man har sat ild til sin modstander i Hardcore Challenge lokaliteten "The Block")
- Bryan Clarke* (er tilgængelig efter man har sat ild til sin modstander i Hardcore Challenge lokaliteten "The Block")
- Crowbar* (er tilgængelig efter man har besejret ham i Hardcore Challenge på Easy)
- AWOL

WCW 5
- Tank Abbott*
- Lance Storm*
- Norman Smiley*
- Evan Karagias* (er tilgængelig efter man har slået sin modstander ud med tv'et i Hardcore Challenge)
- Shannon Moore* (er tilgængelig efter man har slået sin modstander ud med tv'et i Hardcore Challenge)
- Shane Helms* (er tilgængelig efter man har slået sin modstander ud med tv'et i Hardcore Challenge)
- La Parka* (er tilgængelig efter man har slået sin modstander ud med stolen i Hardcore Challenge)
- Madusa* (er tilgængelig efter man har slået sin modstander ud med spejlet fra Dametoilettet i Hardcore Challenge)

WCW 6
- Mona
- Ms. Hancock*
- Johnny the Bull* (er tilgængelig efter man har besejret ham i Hardcore Challenge på Easy)
- Big Vito
- Stevie Ray
- Bam Bam Bigelow
- Jimmy Hart
- Sarge

WCW 7
- Doug Dellinger
- Asya
- Chris Kanyon* (er tilgængelig efter man har besejret ham i Hardcore Challenge på Easy)
- Konnan
- Rey Mysterio* (er tilgængelig efter man har besejret ham i Hardcore Challenge på Hard)
- Disco Inferno
- Daffney*
- General Rection*

WCW 8
- Lieutenant Loco*
- Major Gunns

## Udgivelse
WCW Backstage Assault blev udgivet i forbindelse med WCW Halloween Havoc 2000.

### Modtagelse
WCW Backstage Assault blev meget skidt modtaget, og fik elendige anmeldelser. Spillet blev kritiseret for dets grafik, som mange mente var værre end forgængeren Mayhem, og den meget klodsede styring. Derudover hadede wrestlingfans spillet, for ikke at have en wrestlingring. Spillet har dog fået ros for sin Create-a-Wrestler del, som er markant forbedret i forhold til WCW Mayhem, men den del af spillet haltede stadig langt bag WWF SmackDown! 2: Know Your Role, som udkom på samme tid.